# Mahendragiri
Mahendragiri és un puig dels Ghats Orientals al districte de Ganjam (Orissa) a 18° 58′ N, 84° 24′ E / 18.967°N,84.400°E d'una altura de 1.526 metres. Dos rierols neixen a la muntanya i s'anomenen ambdós com Mahendratanya (Fill de Mahendra); un corre cap al sud i s'uneix al Vamsadhara, i l'altra arriba fins a la mar on desaigua prop de Barwa o Baruva. Al cim hi ha quatre temples amb inscripcions tàmils i sànscrites que mostren que el rei cola Rajendra va erigir un pilar de la victòria en aquest punt després de vèncer al seu cunyat rebel Yimaladitya (1015-1022); sota la inscripció hi ha el tigre (símbol cola) i enfront dos peixos, emblema dels seu vassall el rei pandya.